# Nigrán
Nigrán es un municipio que forma parte de la Comarca de Vigo y que también está integrado en su área metropolitana, en el sur de la provincia de Pontevedra, en la comunidad autónoma de Galicia, España. Pertenece a la comarca natural del Val Miñor que conforman los municipios de Bayona, Gondomar y Nigrán.

## Localización y accesos
Dista 98 km de Santiago de Compostela por autopista, 20 de la frontera portuguesa y 10 de Vigo; es limítrofe con municipios de Bayona, Gondomar y Vigo. Su enclave geográfico y las excelentes comunicaciones permiten el acceso por tierra, mar y aire. Aunque no dispone de red ferroviaria, estación de autobuses, aeropuerto, ni puerto marítimo, este se realiza a través de municipios cercanos.
Incluyendo los núcleos de población de Nigrán, San Pedro de La Ramallosa, Parada, Camos, Panjón, Chandebrito y Priegue se encuentra situado en el regazo de altas sierras que le protegen de las bajas temperaturas en invierno y de las excesivamente altas en verano. Antes de llegar a la costa, el océano Atlántico ya ha perdido parte de su bravura en su encuentro con las islas  Cíes y las Estelas, eso hace que se presente manso para procurar placenteros baños. Y con la energía justa para permitir la práctica de deportes náuticos.

## Historia
En 1994 tuvo lugar el crimen de Nigrán, que conmocionó a la sociedad gallega. El día 23 de marzo de 2007, fue desactivada una bomba colocada contra unos chalets en construcción en la parroquia de La Ramallosa. En la madrugada del 23 de julio de 2008, el etarra Aitor Cotano Sinde fue detenido en la localidad. El 19 de noviembre de 2008 unos individuos agredieron y quemaron el coche de un concejal del BNG de la localidad. El 16 de junio de 2009, a causa del conflicto del metal que tuvo lugar en Vigo, Nigrán se vio afectado por la colocación de un artefacto explosivo en un concesionario de coches en la Avenida Pablo Iglesias.

## Geografía humana

### Demografía
Cuenta con una población de 18 208 habitantes (INE 2024).
| Gráfica de evolución demográfica de Nigrán entre 1842 y 2021                                                          |
| |
| Población de derecho según los censos de población del INE. Población de hecho según los censos de población del INE. |

### Parroquias

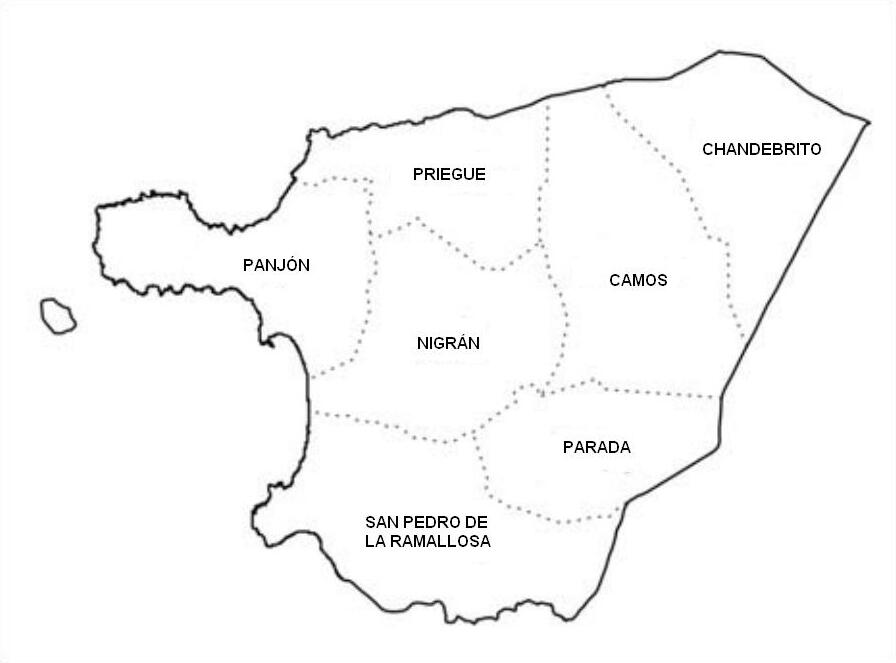
Parroquias de Nigrán

Parroquias que forman parte del municipio:
- Camos (Santa Eulalia)[9]
- Chandebrito (San Xosé)[9]
- Nigrán (San Fiz)[9]
- Panjón[8] (San Xoán)[9]
- Parada (Santiago)[9]
- Priegue (San Mamede)[9]
- San Pedro

## Patrimonio

### Playas e islas
- Playa América o Playa de Lourido, compartida entre las parroquias de San Juan de Panjón, San Félix de Nigrán y San Pedro de La Ramallosa, junto al río Muíños limita con la playa de Panjón, aproximadamente en la mitad de la longitud del arenal. Este arenal, dispone desde hace algunos años de la Bandera Azul que otorga anualmente la Fundación Europea de Educación Ambiental por poseer una serie de servicios complementarios que hacen más agradable la estancia de los bañistas y paseantes en esta playa. Longitud: 1200 metros.
- Playa de Panjón: longitud: 1100 metros.
- Playa de Patos: para la práctica del surf y del bodyboard. Longitud: 1500 metros.
- Playa de As Canas: longitud: 500 metros.
- Playa de Madorra:  se encuentra el entorno natural de la península de Monteferro. Longitud: 350 metros.
- Playa Area Fofa: longitud: 100 metros.
- Playa Portocelo: longitud: 70 metros.
- Playa Ribas Blancas: longitud: 50 metros.
- Playa Seixos Negros: longitud: 21 metros.
- Islas Estelas.

### Arquitectura
- El Arco visigótico de Panxón destaca como el monumento más importante de la zona, todavía en pie desde el siglo VI, en lo que fue una pequeña capilla ahora en ruinas.
- Templo Votivo del Mar, obra del arquitecto Antonio Palacios Ramilo, original de Porriño terminado en 1937.
- El Puente Románico de La Ramallosa también merece mención especial dentro de los monumentos realizados por el hombre en este municipio. Data del siglo XIII y fue mandado construir por el entonces obispo de Tuy, conserva plenamente su aspecto medieval, con arcos de medio punto o ligeramente apuntados.
- Diferentes pazos repartidos por el municipio:
  - Pazo de Cadaval-Urzáiz.
  - Pazo de Cea.
  - Pazo da Touza.
  - Pazo de Brito.
  - Pazo de Lamelas.
  - Pazo de Pías.
  - Casa Suero Yáñez.

### Monumentos
- Monumento a la marina universal: Construido en 1903 el monumento fue diseñado por el arquitecto vigués Manuel Gómez Román. Es un gran monolito de granito de 25 metros de altura en la cima de la península de Monteferro con cuatro coronas de bronce y una escultura de la Virgen del Carmen, patrona de los navegantes, con el niño Jesús.

## Política

### Corporación municipal
- Tras las elecciones celebradas el 28 de mayo de 2023, la corporación municipal es la siguiente según los resultados que se obtuvieron:[10]
  - Total Escaños: 17
  - Votos contabilizados: 9226 (61.44%)
  - Abstenciones: 5789 (38.55%)
  - Votos blancos: 168 (1.68%)
  - Votos nulos: 168 (1.82%)

| Resultado elecciones municipales del 28 de mayo de 2023 en Nigrán   |                                    |                             |       |            |            |
| Nombre                                                              | Tendencia                          | Líder                       | Votos | Porcentaje | Concejales |
| Partido dos socialista de Galicia-Partido Socialista Obrero Español | centro izquierda                   | Juan Antonio González Pérez | 5064  | 55.9%      | 11         |
| Partido Popular de Galicia-Partido Popular                          | centro derecha                     | María José Pino Fernández   | 2603  | 28.73%     | 5          |
| Bloque Nacionalista Galego                                          | nacionalismo gallego de izquierdas | Xavier Rodríguez Fernández  | 708   | 7.81%      | 1          |

## Servicios públicos

### Educación
- Educación infantil
  - Escuela infantil A Galiña Azul
- Educación primaria
  - CEIP Carlos Casares
  - CEIP Humberto Juanes
  - CEIP Mallón
  - CEIP Da Cruz
  - C.P.I. Arquitecto Palacios

- Educación secundaria
  - IES Val Miñor
  - IES Escolas Proval
  - CPI Arquitecto Palacios

### Sanidad
- Centro de saude Val Miñor
- Centro de saude Casa do mar de Panxón

### Seguridad ciudadana
- Policía Local.
- Emergencias Valmiñor.
- Protección Civil.

## Deportes
- El surf es uno de los deportes más destacados, de los que se practican en la localidad; concretamente en la Playa de Patos.
- También cuenta con un club de baloncesto, el C.B. Nigrán.
- Además, se celebra el trofeo de Remo conocido como: Bandeira de Nigrán.
- Actualmente, cuenta también con varios equipos de fútbol, entre los que destacan a nivel local el E.D. Val Miñor Nigrán, que surge de la fusión del E.D. Val Miñor y el Nigrán C.F., y el Racing Vilariño. Estos equipos tienen escuelas de fútbol base.
- En ciclismo destaca a nivel local el Club Ciclista Rías Baixas, el Monteferro Bike Club y el Peña Ciclista Val Miñor.
- Los bolos celtas, la petanca y otros juegos populares también tienen arraigo en los distintos centros culturales de las parroquias como en el resto de Galicia.

## Transportes
- Por carretera, automóvil:
  - Conexiones con Vigo:  AG-57 ,  PO-325   PO-552 
  - Conexiones con Gondomar y hacia Portugal:  AG-57  (por la salida La Ramallosa-Gondomar),  PO-331   PO-332   PO-340 
  - Conexiones con Bayona y hacia La Guardia:  AG-57 ,  PO-552   PO-2304

- Por carretera, autobús: La empresa LUGOVE cubre rutas desde y hacia Nigrán con Bayona, Gondomar, Vigo, La Guardia.

| Autobuses interurbanos operados por LUGOVE | Autobuses interurbanos operados por LUGOVE                                                                |
| ------------------------------------------ | --- |
| 1A                                         | Bayona - La Ramallosa - Nigrán - Vigo                                                                     |
| 1B                                         | Bayona - La Ramallosa - Panjón - Vigo                                                                     |
| 1C                                         | Bayona - Belesar - La Ramallosa - Nigrán - Vigo                                                           |
| 1D                                         | Bayona - La Ramallosa - Camos - Nigrán - Vigo                                                             |
| 1E                                         | La Guardia - Oya - Bayona - La Ramallosa - Nigrán - Vigo                                                  |
| 1F                                         | Baredo - Bayona - La Ramallosa - Nigrán - Vigo                                                            |
| 1G                                         | Vigo - Playa de Patos - Panjón - La Ramallosa - Bayona [solo pasa por Playa de Patos en dirección Bayona] |
| 2A                                         | Gondomar - La Ramallosa - Panjón - Vigo                                                                   |
| 2B                                         | Gondomar - La Ramallosa - Nigrán - Vigo                                                                   |
| 2C                                         | Gondomar - La Ramallosa - Panjón - Playa de Patos - Vigo [solo pasa por Playa de Patos en dirección Vigo] |
| N                                          | Bayona - La Ramallosa - Nigrán - Vigo [NoiteBus, solo horario nocturno]                                   |

- Por ferrocarril: Nigrán no dispone de estación ferrocarril, la estación más próxima en Vigo.
- Por aire: El aeropuerto más cercano es el de Peinador-Vigo, salida 157 por la AG-57, a 24 km
- Por mar: Nigrán solo cuenta con un pequeño puerto deportivo/pesquero en la parroquia de Panjón; el puerto más importante y cercano a Nigrán es el puerto de Vigo. Desde Vigo también es posible conectar con puertos cercanos como: Cangas, Moaña, islas Cíes; también este puerto destaca por su actividad mercantil, pesquera y cruceristica.